# Блажівська Оксана Євгенівна
Оксана Євгенівна Блажівська (нар. 5 жовтня 1976 року, Борислав, Львівська область, УРСР) — суддя Господарського суду Києва, колишній член Вищої ради правосуддя. Старша донька Євгена Блажівського — колишнього заступника генпрокурора за часів Віктора Пшонки.

## Освіта
У 1999 році з відзнакою закінчила Львівський університет ім. Франка за спеціальністю «правознавство».
- 1994—1999 — студентка юридичного факультету ЛНУ імені Івана Франка, 1999—2002 — аспірантка.
- 2000—2002 — асистентка кафедри цивільного права і процесу юридичного факультету ЛНУ імені Івана Франка.
- 2004 — отримала свідоцтво про право на заняття адвокатською діяльністю.
- 2007 — захистила дисертацію на тему «Договір про спільну діяльність» в Інституті держави і права імені В. М. Корецького НАН України на здобуття наукового ступеня — кандидат юридичних наук за спеціальністю 12.00.03. Опубліковано монографію «Спільна діяльність учасників простого товариства».
- 2009—2013 — асистентка кафедри цивільного права юридичного факультету КНУ ім. Шевченка.
- 2013—2015 — докторантура в Інституті Законодавства Верховної Ради України.
- 2015 — захистила дисертацію на тему «Кодифікація цивільного законодавства на українських землях у період 1797—1991 рр.» на здобуття наукового ступеня — доктор юридичних наук за спеціальностями 12.00.01, 12.00.03. Опубліковано монографію «Історія кодифікації цивільного законодавства на українських землях (1797—1991 роки)».
- 2013—2016 — доцент кафедри інтелектуальної власності юридичного факультету КНУ ім. Шевченка.

## Професійна діяльність
Юридичну діяльність розпочала на посаді юрисконсульта в ПП «Асканія».
- 1999 — старший консультант відділу правової освіти Львівського обласного управління юстиції.
- 2003—2006 — юрисконсульт в «Універсалмаркет» — ДП ВАТЕК «Чернігівобленерго».
- 2006—2007 — здійснювала адвокатську діяльність у складі адвокатського об'єднання «Адвокатська контора Андрій Душин і партнери».
- 2007—2008 — заступник директора з юридичних питань в ТОВ «Десна-Агріко».
- 2009 — старший викладач кафедри «Правознавство» Чернігівського інституту ім. Героїв Крут МАУП.
- 2008 — в.о. директора Київської філії страхового товариство «Гарантія».
- 2008—2010 — стажист, помічник нотаріуса (Київський нотаріальний округ).
- з 2010 — суддя Господарського суду Києва[3] відповідно до наказу президента Януковича.
- 2016—2021 — професор кафедри інтелектуальної власності юридичного факультету КНУ імені Тараса Шевченка.
- 2019—2023 — член Вищої ради правосуддя.
- У жовтні 2023 року подала документи на посаду судді Конституційного Суду України[4], але 7 березня 2024 року напередодні співбесіди на предмет оцінювання відповідності кандидатів критеріям високих моральних якостей, з неназваних причин і за власним бажанням припинила участь в конкурсних процедурах[5][6]. Повернулась працювати суддею Господарського суду Києва.

## Вища рада правосуддя
Відстоювала принципи відбудови авторитету українського правосуддя: незалежності суддівської влади, компетентності, професійної етики та доброчесності суддів, відновленню довіри суспільства до судової системи. 
Після повномасштабного вторгнення росії в Україну, надавала пріоритет питанням розробки законодавчих змін щодо оперативного реагування на колабораціонізм та державну зраду в судовій системі, здійснення правосуддя в умовах воєнного стану.
2019 — член Другої Дисциплінарної палати Вищої ради правосуддя, голосувала проти звільнення судді Окружного адміністративного суду Києва Євгенія Аблова, відомого дозволом «Беркуту» штурмувати Майдан.
2021 — участь у засіданнях робочої групи з питань цифровізації правосуддя та суміжних правових інститутів в Україні, створеної Комітетом Верховної ради з питань правової політики. За даними журналістів, затягувала справу щодо скарги на заступницю голови Октябрського суду Полтави Ганну Андрієнко та скарги на голову Касаційного адміністративного суду Михайла Смоковича.
2023 — наказом Голови Вищої ради правосуддя Блажівську відраховано з Вищої ради правосуддя.

## Родина

Блажівський Євген Миколайович

- Родина Блажівських має одну із найбільших династій у судовій та правоохоронній системі: шестеро родичів у судах, Генпрокуратурі, адвокатурі та інші, зокрема «ІСД» Тарути[14]
- Батько, Блажівський Євген Миколайович колишній заступник гендиректора у ТОВ «Сокар енерджі Україна»[15]. Колишній прокурор, довгий час працював у прокуратурах Львівської області, у листопаді 2010 став заступником генпрокурора Віктора Пшонки у ГПУ.[16]
- Матір, Блажівська Любов Іванівна, раніше була заступником директора з розвитку у ЗАТ «Львівський м'ясокомбінат». Вона зареєструвалася в Києві одразу після переїзду чоловіка до ГПУ. А невдовзі на Любов Іванівну записали велетенський маєток розміром з торговельний центр. За реєстром, загальна площа — 1260,9 кв. м. Зі слів Оксани Блажівської, будинок успадкований нею від її матері (бабусі кандидатки).[17]
- Молодша сестра — Наталія Блажівська, працювала у Вищому адміністративному суді, перейшла до Касаційного адмінсуду у складі Верховного Суду.

## Наукові публікації та публікації у пресі
1. Блажівська О. Є. Cтворення вищого суду з питань інтелектуальної власності / О. Блажівська, Ю. Дегтяренко // Інтелектуальна власність в Україні: науково-практичний журнал / ТОВ «Аспект-2003»; Всеукр. Асоціація представників у справах інтелект. власності (патентних повірених) — ВААП. — Київ, 2016. — № 10. — С. 4-10. — ISSN 1608-6422
2. Блажівська О. Є. Недофінансування та колаборація — нові виклики для судової системи України// Юридичний вісник України: все про закони — в одній газеті: загальнонаціональна правова газета. — Київ, 2022. — 1-16 жовтня (№ 39/41). — С. 7. — ISSN 1992-9277
3. Блажівська О. Є. Значення сучасної конституційно-правової реформи для розвитку цивільного законодавства України// Вісник Національної академії прокуратури України / Національна академія прокуратури України. — Київ, 2015. — № 3 (41): Проблеми сьогодення. Теорія. Практика. — С. 26-31. — ISSN 2311-6676
4. Блажівська О. Є. Кодифікація цивільного законодавства на українських землях у період 1797—1991 рр.: автореф. дис. д-ра юрид. наук: 12.00.01; 12.00.03; Ін-т законодавства Верховної Ради України. — Київ, 2015. — 40 с.
5. Блажівська О. Є. Звід місцевих законів західних губерній як пам'ятка кодифікації цивільного законодавства на українських землях// Бюлетень Міністерства юстиції України: загальнодержавне науково-практичне фахове видання/ Міністерство юстиції України. — Київ, 2014. — № 3 (149). — С. 60-68
6. Блажівська О. Є. Особливості цивільно-правового регулювання майнових відносин за Руською Правдою// Університетські наукові записки Хмельницького університету управління та права: часопис Хмельницького університету управління та права: право, економіка, управління / Хмельницький університет управління та права. — Хмельницький, 2013. — Вип. 4 (48). — С. 117—122. — (0). — ISSN 2078-9165